# Paul Milgrom
Paul Robert Milgrom (Detroit, 1948. április 20. –) amerikai közgazdász. 1987 óta ő a Humán és Tudományos tárgyak Shirley és Leonard Ely professzora a Stanford Egyetemen. Milgrom a játékelmélet szakértője, specializációja az aukcióelmélet és az árazási stratégiák. Robert B. Wilsonnal együtt ők lettek a közgazdasági Nobel-emlékdíj 2020-as díjazottjai az „aukcióelmélet javítása és új aukciós formák bevezetése” miatt.
Nancy Stokey-jel közösen ők dolgozták ki a nem-kereskedelmi teorémát. Több cég társalapítója, melyek közül a legfrissebb az Auctionomics, mely olyan szoftvereket és szolgáltatásokat nyújt, melyekkel hatékony piacot lehet modellezni komplex kereskedelmi aukciók és tőzsde esetében. 
Milgrom és doktori témavezetője, Robert B. Wilson alakította ki azt az aukciós protokollt, mellyel az FCC eldönti, melyik telefontársaság melyik frekvenciát kapja meg. Milgrom volt annak a csapatnak a vezetője is, amelyik megtervezte a 2016–2017-es ösztönzéses aukciót, mely egy olyan kétoldalú aukció volt, ahol a TV társaságoktól vettek át frekvenciákat a vezeték nélküli szolgáltatások részére.

## Fiatalkora és tanulmányai
Paul Milgrom Michigenben, Detroitban született 1948. április 20-án, a négygyermekes Abraham Isaac Milgrom és Anne Lillian Finkelstein második fiaként. Családja a michigani Oak Parkba költözött, és Milgrom a Dewey iskolában, később pedig az Oak Park Középiskolában tanult.
Milgrom a Michigani Egyetemen végzett 1970-ben matematika szakon A.B. minősítéssel. San Franciscóban több évet aktuáriusként dolgozott a Metropolitan Insurance Companynál (Városi Biztosító Társaságnál), majd átment a Columbusi Nelson és Warren konzulens céghez. Milgrom 1974-ben tagja lett a Society of Actuaries (Aktuáriusok Társaságának). 1975-ben Milgrom csatlakozott a Stanford Egyetem MBA programjához. Az első év után meghívták a PhD programba, 1978-ban statisztikából MS, 1979-ben üzleti PhD minősítést szerzett. Az aukcióelméletről írt disszertációja (Milgrom, 1979a) elnyerte a Leonard Savage díjat. Ezután jött az első, az aukciók elméletéről írt szemináriumi tanulmánya. (Milgrom, 1979b). A doktori témavezetője, Robert B. Wilson, később társa volt a annak a spektrum aukciónak a kidolgozásában, melyet a Federal Communications Commission (Szövetségi Kommunikációs Ügynökség) is használt.

## Magyarul megjelent művei
- Paul Milgrom–John Roberts: Közgazdaságtan, szervezetelmélet és vállalatirányítás; ford. Szabó Andrea, Ujhelyi Gergely; Nemzeti Tankönyvkiadó, Bp., 2005 (Közgazdasági tankönyvek)